# أندرو جونز (لاعب كريكت أسترالي)
أندرو جونز (28 مارس 1964 في أستراليا - ) (بالإنجليزية: Andrew Jones)‏ هو لاعب كريكت أسترالي.

## وصلات خارجية
- أندرو جونز على موقع إي آس بي آن كريك إنفو (الإنجليزية)